# Kristina Kumlin

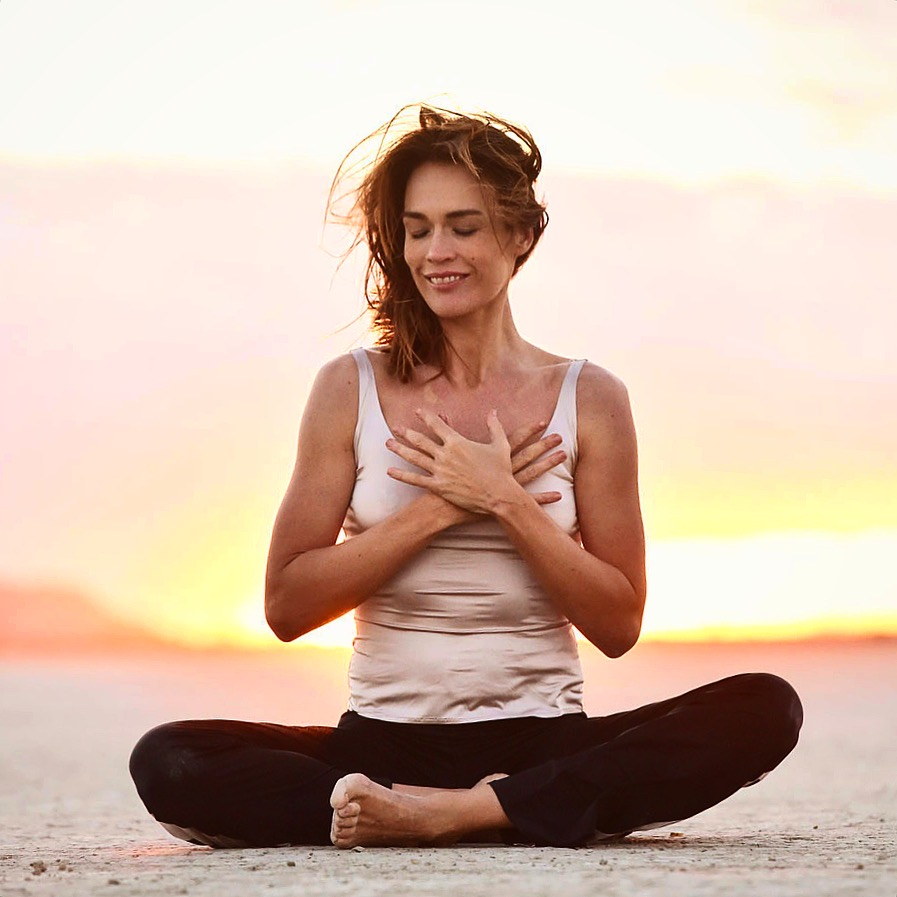
Kristina Kumlin

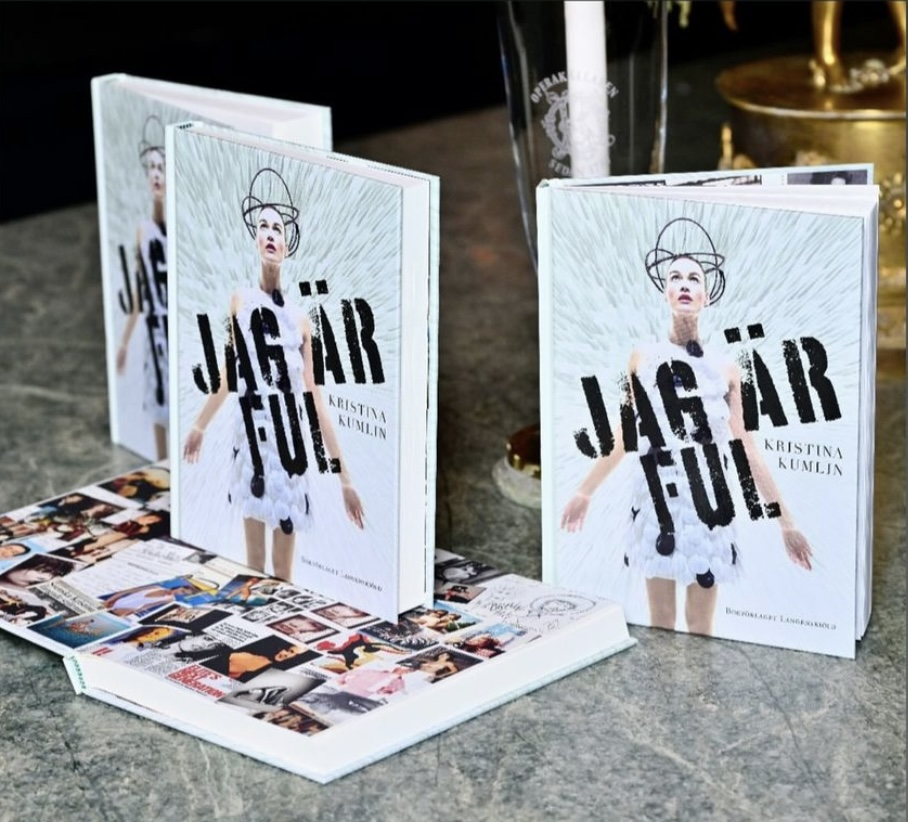

Kristina Kumlin, född 1973 i Bangkok i Thailand, är en svensk fotomodell, yogainstruktör och författare.
Kumlin var tidigare internationellt erkänd fotomodell, och har synts flera gånger på omslaget till modetidningen Elle. Hon har varit modell för bland andra Maybelline, Cartier, Mercedes och Bulgari. Hennes karriär i modellyrket sträckte sig över 24 år. Hon har också medverkat i tre långfilmer och en tv-serie. Kumlin har även vid upprepade tillfällen medverkat som gäst i tv-programmet Malou efter tio på TV4 och medverkat som gäst i radioprogrammet Kropp & Själ i Sveriges Radio. 2024 gav hon ut boken "Jag är Ful".
Hon är barnbarn till Ragnar Kumlin, dotter till Krister Kumlin och syster till Mikaela Kumlin Granit.

## Filmografi
- Sabrina, film 1995
- Kultjägarna (Relic Hunter), TV-serie 1999–2002
- Modern Life (film)(en) (La Vie moderne), film 2000
- The Rules of Attraction - Lustans lagar, film 2002